# Diócesis de Jashpur
La diócesis de Jashpur (en latín: Dioecesis Jashpurensis y en inglés: Roman Catholic Diocese of Jashpur) es una circunscripción eclesiástica de la Iglesia católica en India. Se trata de una diócesis latina, sufragánea de la arquidiócesis de Raipur. Desde el 22 de diciembre de 2009 su obispo es Emmanuel Kerketta.

## Territorio y organización
La diócesis tiene 6457 km² y extiende su jurisdicción sobre los fieles católicos de rito latino residentes en el distrito de Jashpur del estado de Chhattisgarh. 
La sede de la diócesis se encuentra en la ciudad de Kunkuri, en donde se halla la Catedral de Nuestra Señora del Rosario. 
En 2021 en la diócesis existían 50 parroquias.

## Historia
La diócesis fue erigida el 23 de marzo de 2006 con la bula Ad efficacius consulendum del papa Benedicto XVI, obteniendo el territorio de la diócesis de Raigarh.

## Estadísticas
Según el Anuario Pontificio 2022 la diócesis tenía a fines de 2021 un total de 202 531 fieles bautizados.
| Año                                                                             | Población            | Población | Población      | Sacerdotes | Sacerdotes    | Sacerdotes    | Bautizados por sacerdote | Diáconos permanentes | Religiosos | Religiosos | Parroquias |
| Año                                                                             | Bautizados católicos | Total     | % de católicos | Total      | Clero secular | Clero regular | Bautizados por sacerdote | Diáconos permanentes | Varones    | Mujeres    | Parroquias |
| ------------------------------------------------------------------------------- | -------------------- | --------- | -------------- | ---------- | ------------- | ------------- | ------------------------ | -------------------- | ---------- | ---------- | ---------- |
| 2006                                                                            | 185 666              | 743 160   | 25.0           | 165        | 122           | 43            | 1125                     |                      | 53         | 346        | 50         |
| 2013                                                                            | 199 126              | 852 043   | 23.4           | 172        | 122           | 50            | 1157                     |                      | 58         | 384        | 50         |
| 2016                                                                            | 200 133              | 885 000   | 22.6           | 187        | 127           | 60            | 1070                     |                      | 69         | 398        | 50         |
| 2019                                                                            | 201 979              | 918 360   | 22.0           | 189        | 126           | 63            | 1068                     |                      | 69         | 406        | 50         |
| 2021                                                                            | 202 531              | 851 669   | 23.8           | 184        | 121           | 63            | 1100                     |                      | 68         | 377        | 50         |
| Fuente: Catholic-Hierarchy, que a su vez toma los datos del Anuario Pontificio. |                      |           |                |            |               |               |                          |                      |            |            |            |

## Episcopologio
- Victor Kindo † (23 de marzo de 2006-12 de junio de 2008 falleció)
- Emmanuel Kerketta, desde el 22 de diciembre de 2009